# Distrito Municipal de Provost n.º 52
Provost n.º 52 es un distrito municipal canadiense situado en la provincia de Alberta.

## Superficie
Provost n.º 52 tiene una superficie de 3571,12 km².

## Demografía
En 2021, tenía 2071 habitantes, una densidad poblacional de 0,6 hab./km², y 969 viviendas.